# Otto Stavenhagen
Otto Stavenhagen (* 1831 in Magdeburg; † 1874) war ein deutscher Verwaltungsjurist. Vor und nach der Deutschen Reichsgründung war er Mitglied des Reichstages.

## Leben und Wirken
Otto Stavenhagen war Sohn des Generals und Reichstagsmitgliedes Friedrich Stavenhagen (1796–1869). Über sein Leben ist wenig bekannt. Er studierte Rechtswissenschaft an der Friedrichs-Universität Halle. 1850 wurde er im Corps Marchia Halle aktiv. Von 1865 bis 1868 war er Landrat im Kreis Randow, Provinz Pommern.
Im Februar 1867 wurde er in den Konstituierenden Reichstag des Norddeutschen Bundes gewählt. Von der Reichstagswahl 1871 bis zu seinem Todesjahr 1874 saß er im Reichstag (Deutsches Kaiserreich). Dorthin wurde er vom Wahlkreis Stettin 3 entsandt. Er gehörte zur Fraktion der Konservativen. Er starb mit nur 43 Jahren.